# Jeremy McGrath
Jeremy McGrath (San Francisco, Californië, 19 november 1971) is een Amerikaans voormalig motorcrosser.

## Carrière
McGrath begon met motorcrossen op vijftienjarige leeftijd na een succesvolle periode in het BMX. In 1989 werd hij achtste in het 125cc West Coast supercrosskampioenschap. In 1990 won hij zijn eerste supercrosswedstrijd en werd tweede in de eindstand. McGrath won de West Coast supercrosstitel in 1991 en 1992. 
In 1993 stapte hij over naar de 250cc met Honda, en won tussen 1993 en 2000 tweeënzeventig wedstrijden, een record. Zowel in 1993, 1994, 1995 en 1996 won hij vier supercrosstitels op rij. Het outdoorseizoen van 1995 schreef hij ook op zijn naam. Dat van 1996 leek ook het zijne te worden, tot een kleine blessure, die volgens hemzelf zijn eigen schuld was door zelfoverschatting, roet in het eten gooide en de titel naar Jeff Emig ging. McGrath won ook twee keer de Motorcross der Naties, in 1993 en 1996. Vanaf 1998 stapte hij over op Yamaha. Daarmee won hij in 1998, 1999 en 2000 opnieuw het supercrosskampioenschap.
In 2001 begon McGrath sterk aan het seizoen, maar werd uiteindelijk onttroond door Ricky Carmichael. McGrath probeerde in 2002 de titel terug te winnen, maar door last aan de armen, en misschien ook wel de leeftijd, eindigde hij op de derde plaats, achter Carmichael en David Vuillemin. Voor 2003 tekende McGrath bij KTM. Een valpartij in het voorseizoen deed hem nadenken over zijn toekomst in de sport en hij besloot vlak voor de start van het supercrosskampioenschap te stoppen. 
In 2005 keerde McGrath terug om een beperkt aantal wedstrijden in de supercross te rijden, opnieuw met Honda. Op vierendertigjarige leeftijd was hij nauwelijks buiten de top vijf terug te vinden. Datzelfde jaar nam hij deel aan de X Games in de Supermoto categorie, waarin hij tweede werd. Ook in 2006 nam hij deel aan de X Games en werd tweede in de Step-Up en zevende in de supermoto. Hij besloot een supercrosswedstrijd te organiseren die buiten het eigenlijke seizoen viel en kondigde aan dat dat zijn laatste officiële wedstrijd zou worden.
In 2007 besloot hij deel te nemen als ontwikkelend piloot in de NASCAR.

## Palmares
- 1991: AMA SX 125cc West Coast kampioen
- 1992: AMA SX 125cc West Coast kampioen
- 1993: AMA SX 250cc kampioen
- 1993: Winnaar Motorcross der Naties
- 1994: AMA SX 250cc kampioen
- 1995: AMA SX 250cc kampioen
- 1995: AMA 250cc Outdoor Nationals kampioen
- 1996: AMA SX 250cc kampioen
- 1996: Winnaar Motorcross der Naties
- 1998: AMA SX 250cc kampioen
- 1999: AMA SX 250cc kampioen
- 2000: AMA SX 250cc kampioen